# Лефлер-Эдгрен, Анна Шарлотта
Анна Шарлотта Лефлер-Эдгрен (швед. Anne Charlotte Leffler; 1 октября 1849, Стокгольм — 21 октября 1892, Неаполь) — шведская писательница, драматург. Герцогиня Каянелло.

## Биография
Родилась в семье директора школы. Её братом был шведский математик Магнус Миттаг-Леффлер (1846—1927).
В 1870 увлекалась идеями теоретика натурализма Георга Брандеса.
В 1872 вышла замуж за Г. Эдгрена, но в 1884 году оставила мужа, который не разделял её передовых взглядов. Некоторое время провела в Англии
А. Лефлер-Эдгренс дружила с русским математиком С. В. Ковалевской, с которой познакомилась в Стокгольме, и стала автором её биографии («En biografi öfver Sonja Kovalevski», 1892, рус. перевод, 1893).
В начале 1890-х годов во второй раз вышла замуж за итальянского математика, герцога Паскуале дель Пеццо, Дука ди Каянелло.
Умерла в 1892 году от осложнений аппендицита в Неаполе.

## Творчество
Дебютировала в 1869 году напечатав сборник «Случайно» («Händelsevis»), в который включила ряд реалистических зарисовок из жизни высших слоёв шведского общества.
Автор пьес «Актриса» («Skådespelerskan», 1873), «Ангел-спаситель» («En räddande engel», постановка 1883), «Настоящие женщины» («Sanna kvinnor», 1883), посвящённых проблеме таланта в буржуазном обществе и правам женщины. Пьеса «Настоящие женщины» была направлена против ложной женственности и была хорошо принят в Германии и Швеции.
Этой же темы она касается в романе «Летняя сага» («En sommarsaga», 1886). Лучшие новеллы и романы Л.-Э., в которых особенно проявилась её способность реалистически изображать будничную жизнь героев, — в сборнике «Из жизни» («Ur lifvet», в 6 томах, 1882—1890), где разоблачаются лицемерие и цинизм буржуазии.

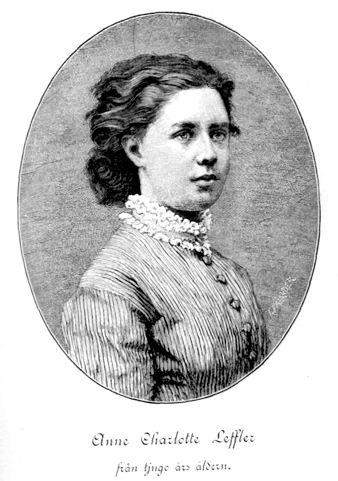
Анна Шарлотта Лефлер (Леффлер)

Отрывки из дневников Лефлер-Эдгрен были опубликованы после её смерти под названием «Автобиография» («En självbiografi», 1922).
Вместе с С. В. Ковалевской она написала драму «Борьба за счастье. Две параллельные драмы. Сочинение С. К. и А. Ш. Леффлёр» (Киев, 1892). («Kampen för lyckan», 1887). В этой двойной драме, написанной Ковалевской в сотрудничестве с шведской писательницей Лефлер-Эдгрен, была изображена судьба и развитие одних и тех же людей с двух противоположных точек зрения, «как оно было» и «как оно могло быть». В основание этого произведения Ковалевская положила научную идею. Она была убеждена, что все поступки и действия людей заранее предопределены, но в то же время признавала, что могут явиться такие моменты в жизни, когда представляются различные возможности для тех или иных действий, и тогда уже жизнь складывается сообразно с тем, какой путь кто изберёт.
Её драматический стиль, с его мужской прямотой, свободой от предрассудков и откровенностью, представлял собой связующее звено между творчеством Г. Ибсена и А. Стриндберга и пользовался большой популярностью в Швеции.